# Lézignan-la-Cèbe
Lézignan-la-Cèbe è un comune francese di 1 386 abitanti situato nel dipartimento dell'Hérault, nella regione dell'Occitania.

## Società

### Evoluzione demografica
Abitanti censiti